# La macchina stregata
La macchina stregata (The Haunted Car) è l'ottantatreesimo libro della serie horror per ragazzi Piccoli brividi, scritta da R. L. Stine.
La macchina descritta nel libro non corrisponde a nessun modello realmente esistente. Nel libro è descritta come un'auto blu-argento simile a una Corvette, cosa impossibile visto che la Corvette è una Coupé piuttosto che una berlina sportiva. La descrizione dell'auto come appare sull'annuncio letto da Mitchell è "Nuovo modello di berlina sportiva... motore V8, interni in pelle bianca".

## Trama
La storia è ambientata nella città di Forrest Valley, dove Mitchell Moinian, un dodicenne che ama le automobili, si è trasferito con la propria famiglia. Il padre, appassionato di bricolage, porta Mitchell e suo fratello più giovane a comprare degli strumenti al negozio in città a bordo della loro auto, descritta come una "Chrysler LeBaron verde-vomito vecchia di quattordici anni". Durante il viaggio, però, i freni si rompono e l'auto si schianta contro un albero.
Qualche tempo dopo, Mitchell convince suo padre ad acquistare un'auto sportiva in vendita tramite un annuncio sul giornale. Andati a ritirare la macchina, Mitchell resta perplesso osservando il numero di lucchetti che chiudono la porta del garage in cui è contenuta. Lo insospettisce anche il fatto che l'ex proprietario, Mr. Douglas, rifiuti categoricamente di accompagnarli in un giro di prova. Ciononostante, il ragazzo è entusiasta del nuovo veicolo.
Una notte Mitchell decide di andare ad osservare la macchina, che è diventata per lui un po' un'ossessione, quando sente una voce che lo invita a salire. La ascolta, ma poi si ritrova chiuso dentro; viene salvato da una strana ragazza chiamata Marissa Meddin.
In seguito, iniziano ad accadere cose strane quando Mitchell è vicino alla macchina: lui e suo fratello Todd congelano quasi a morte mentre vi sono chiusi dentro, la macchina pare guidare seguendo una propria volontà e Mitchell vede anche degli strani messaggi apparire sui finestrini appannati, principalmente la frase "SONO CATTIVA". Non riesce comunque a convincere suo padre della realtà dei fatti, e non ottiene spiegazioni da Mr. Douglas.
Una notte, Mitchell si ritrova intrappolato nell'auto e scopre che questa è posseduta dallo spirito di una ragazza simile a Marissa, morta in un incidente mentre guidava quell'auto all'età di quattordici anni, e che ora vuole uccidere Mitchell affinché diventino compagni per l'eternità. Tuttavia, l'aver portato via Mitchell da casa quella notte ha un risvolto inaspettato: la casa del ragazzo viene infatti devastata da un incendio, ed i genitori disperati temono che lui sia perito tra le fiamme. Invece, essendo stato portato via dalla macchina, si è salvato, e questa inaspettata "buona azione" crea una crisi nel fantasma che si autodefiniva cattivo, crisi che lo porta a perdere il controllo e sparire.
Poco dopo, il ragazzo scopre che la ragazza che infestava l'automobile era la gemella di Marissa, Becka, morta in un incidente. Tutta la faccenda è risolta, il ragazzo ha però difficoltà a convincere i suoi genitori dell'autenticità della storia circa il fantasma... almeno finché suo padre e un meccanico non scoprono che, per tutto quel tempo, l'automobile era priva di batteria.

## Personaggi
- Mitchell Moinian: Protagonista, appassionato di automobili.
- Becka Douglas: Lo spirito maligno che infesta la macchina.
- Marissa Meddin: La gemella di Becka. La sua parentela con Becka suggerisce che il suo cognome sia Douglas e non Meddin, ma non vi è conferma di questo.
- Mr. Douglas: Il venditore della macchina stregata.
- Todd Moinian: Il fratello minore di Mitchell, convinto che la loro nuova casa sia infestata da fantasmi.
- Allan: Uno dei due migliori amici di Mitchell, descritto come di corporatura grossa.
- Steve: Uno dei due migliori amici di Mitchell, descritto come di corporatura grossa.
- Mr. Moinian: Il padre di Mitchell e Todd, un imbranato appassionato di bricolage e totalmente scettico sulla vicenda della macchina stregata.
- Ms. Moinian: La scettica madre di Mitchell e Todd.

## Copertina
Sulla copertina del libro, realizzata da Tim Jacobus, l'auto illustrata è una Lincoln Continental Mark III del 1969, ed è un chiaro omaggio alla macchina comparsa nel film del 1977 La macchina nera (The Car in originale). Anche in questo caso, come in molti altri nella serie, l'automobile rappresentata in copertina non corrisponde a quella che compare nel libro.

## Edizioni
- R. L. Stine, La macchina stregata, traduzione di Cristina Scalabrini, collana Piccoli brividi, Arnoldo Mondadori Editore, 2001,  p. 143, ISBN 88-04-49763-7.